# Zumikon
Zumikon is een gemeente en plaats in het Zwitserse kanton Zürich, en maakt deel uit van het district Meilen.
Zumikon telt 4849 inwoners.
In Zumikon bevindt zich de besloten Golf & Country Club Zürich.

## Overleden
- Elisabeth Kopp (1936-2023), politica